# Ago-maakwijze
De Ago-maakwijze is een industriële werkwijze voor het vervaardigen van gelijmde schoenen.
Het eerste effectieve en betrouwbare hechtmiddel voor de verbinding tussen binnenzool, loopzool en schacht, werd uitgevonden en gepatenteerd in 1909 door de Italiaanse chemicus Francesco Rampichini, die tevens het gehele productieproces en de betreffende apparatuur in 1910-1913 ontwikkelde.
De naam Ago (van het Griekse ago, dat "aan te trekken" of "vastmaken" betekent), wordt nog steeds veelvuldig gebruikt in de industrie, werd gekozen door Rampichini voor de door hem gebruikte lijm en het proces in 1910.

## Verdere documentatie
Voor eerdere mislukte proeven, te beginnen met J. Bernard van Frankrijk, 1857, en technische details, zie Die mechanische Schuhreparatur, door Felix Fluss, Wenen 1932.